# Второй крестовый поход
Второй крестовый поход — второй религиозный военный поход из Западной Европы против мусульман и не только.
Второй поход состоялся в 1147—1149 годах, и был начат в ответ на взятие Эдессы в 1144 году войсками сельджукского военачальника атабека Занги.

## Предпосылки
После первого крестового похода началось усиление мусульман, угрожавших христианским государствам в Святой земле. В частности, эмир Мосула Имад ад-Дин Занги в 1144 году взял Эдессу и завоевал всё Эдесское княжество.

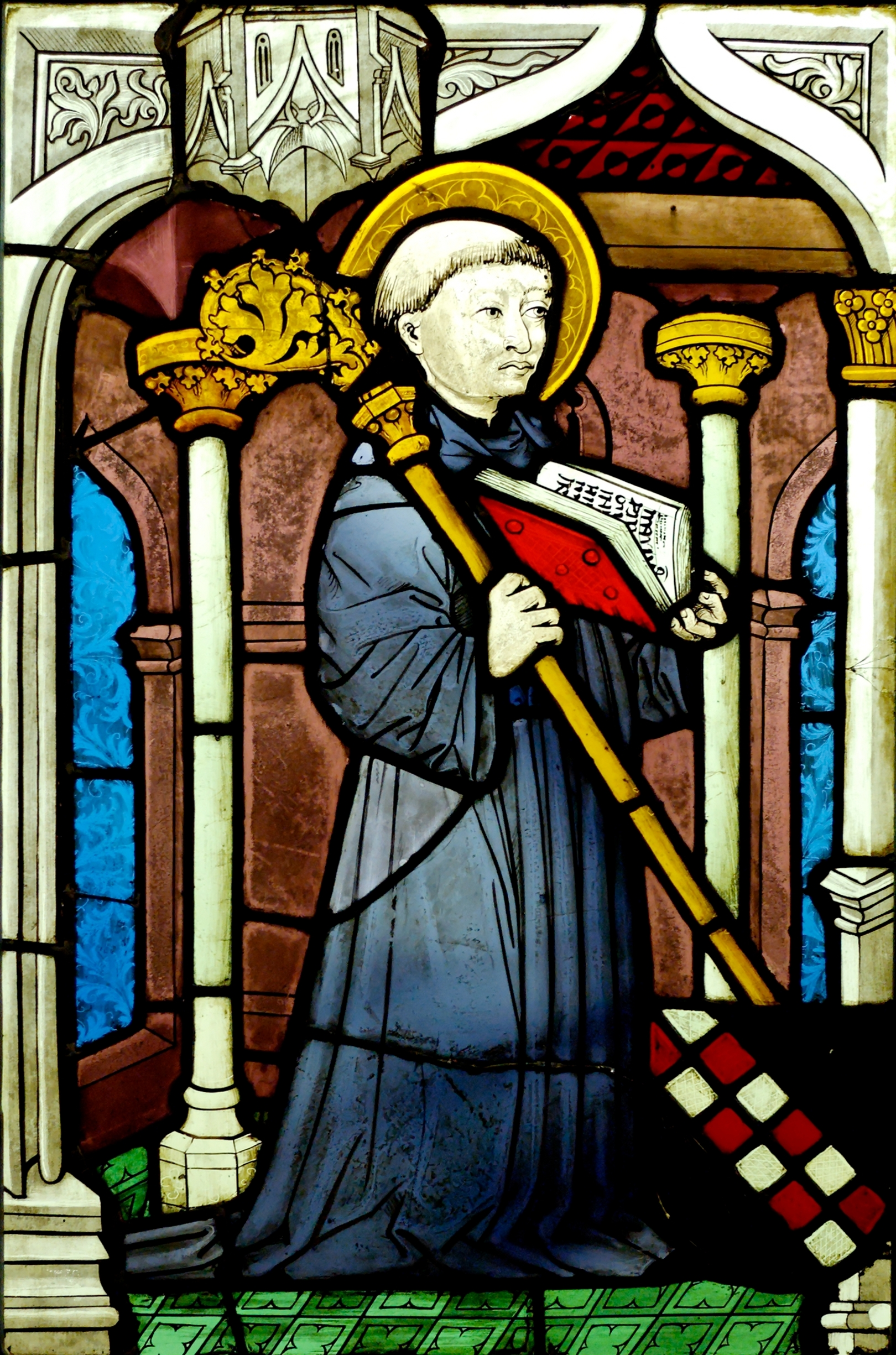
Бернард Клервосский

Это стало чувствительным ударом для христианского мира, передовым форпостом которого был павший город. Другие государства крестоносцев повели себя следующим образом. Графство Триполи не помогло Эдессе, так как их правители ранее поссорились. Раймунд Антиохийский не оказал Эдессе помощи, так как был занят войной с Византией. Ещё одной причиной могло послужить то, что эдесский монарх также ранее с ним поссорился. Вдова короля Фулька — Мелисенда Иерусалимская послала войска на помощь Эдесе, но это не предотвратило её захвата мусульманами.
В Западной Европе также не было благоприятных условий для поднятия нового крестового похода. В 1144 году на римском престоле сидел папа римский Евгений III. Ему предстояло бы, пользуясь властным положением церкви, принять под свою руку дело защиты восточно-азиатских княжеств, но к этому времени положение папы, даже в самой Италии, было далеко не властное: римский престол был жертвой партий, а авторитету церкви угрожало новое демократическое течение, которое возглавлял Арнольд Брешианский, который боролся против светской власти Папы. Германский король Конрад III также был поставлен в затруднительные обстоятельства борьбой с Вельфами. Нельзя было надеяться, что Папа Римский или король примут на себя инициативу Второго крестового похода.
Во Франции королём был Людовик VII; рыцарь в душе, он чувствовал себя связанным с Востоком и был склонен предпринять крестовый поход. На короля, как и на всех его современников, оказывало сильное влияние то литературное движение, которое глубоко проникло во всю Францию и распространилось даже по Германии. Людовик VII, прежде чем решиться на такой важный шаг, как поход в Святую землю, спросил мнения у аббата Сугерия, своего воспитателя и советника, который, не отговаривая короля от доброго намерения, посоветовал принять все меры, чтобы обеспечить должный успех предприятию. Людовик VII пожелал узнать настроение народа и духовенства. Евгений III одобрил план короля и поручил святому Бернарду проповедь о крестовом походе, снабдив его воззванием к французскому народу.
В 1146 году святой Бернард Клервоский присутствовал на государственном собрании в Везеле (Бургундия). Он сел рядом с королём Людовиком, надел на него крест и произнёс речь, в которой приглашал вооружиться на защиту Гроба Господня против неверных. Таким образом с 1146 года вопрос о крестовом походе был решён с точки зрения французов. Южная и средняя Франция двинула многочисленную армию, которая была вполне достаточна для того, чтобы дать отпор мусульманам — по разным оценкам от 15 000 до 70 000 чел.
Идеи Второго Крестового похода дошли не только до Франции, но и сами собой распространились в Германии, что вызвало волну антисемитских настроений. Бернарду Клервоскому пришлось лично явиться за Рейн, чтобы порицать священнослужителей, которые позволили появиться таким настроениям. Во время своего визита в Германию, накануне 1147 года, Конрад III приглашает Бернарда на празднование первого дня Нового года. После торжественной мессы Папа Римский произносит речь, которая убеждает германского императора принять участие во Втором Крестовом походе.
Решение Конрада III участвовать во Втором крестовом походе отозвалось весьма живо во всей германской нации. С 1147 года и в Германии началось такое же одушевлённое общее движение, как и во Франции.

## Начало второго похода

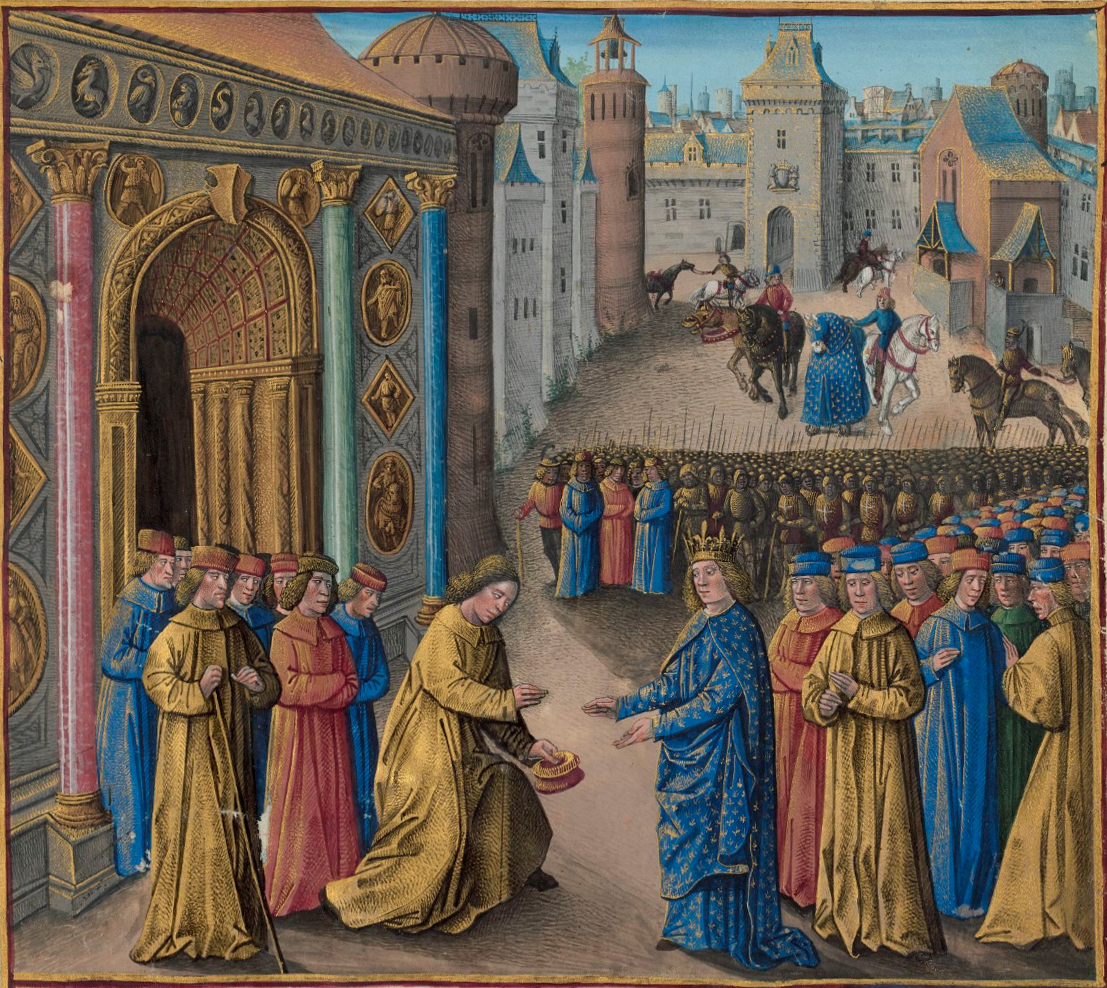
Раймунд де Пуатье принимает Людовика VII в Антиохии. Миниатюра Жана Коломба из книги Себастьена Мамро «Походы французов в Утремер» (1474)

Французская знать, во главе со своим королём, выставила значительные силы. Как сам король Людовик VII, так и французские князья выказали сочувствие делу Второго крестового похода; собрался отряд численностью до 70 тысяч.
Цель, которую предстояло достигнуть Второму крестовому походу, была ясно намечена и строго определена — ослабить мусульманского эмира Занги и отнять у него Эдессу.
Эту задачу успешно выполнило бы и одно французское войско, состоявшее из хорошо вооружённой армии, которая по пути увеличилась вдвойне приставшими добровольцами. Если бы крестоносное ополчение 1147 года состояло из одних французов, оно направилось бы другим путём, более коротким и более безопасным, чем тот, который оно избрало под влиянием германцев.
Французы в политической системе той эпохи представляли нацию совершенно обособленную, которая своими ближайшими интересами склонялась к Италии. Сицилийский король Род II и французский король находились в близких отношениях. Вследствие этого для французского короля всего естественнее было избрать путь через Италию, откуда он мог — воспользовавшись норманнским флотом и также флотом торговых городов, которые явились энергичными помощниками в Первом крестовом походе — удобно и скоро прибыть в Сирию. Кроме того, путь через южную Италию имел за собой ещё то преимущество, что к ополчению мог присоединиться и сицилийский король. Людовик VII, снесшись с Рожером II, готов был двинуться через Италию.
Когда поднялся вопрос о пути и средствах движения, германский король предложил избрать тот путь, которым шли и первые германские крестоносцы, — на Венгрию, Болгарию, Сербию, Фракию и Македонию. Германцы настаивали на том, чтобы и французский король двинулся этим путём, мотивируя своё предложение тем, что лучше избегать разделения сил, что движение через владения союзного и даже родственного с германским королём государя вполне обеспечено от всякого рода случайностей и неожиданностей и что с византийским царём начаты по этому вопросу переговоры, в благоприятном результате которых Конрад не сомневался.
Летом 1147 года началось движение крестоносцев через Венгрию; Конрад III шёл впереди, месяцем позже шёл за ним Людовик.
Рожер II Сицилийский, который ранее не заявлял намерения участвовать во Втором крестовом походе, но который не мог оставаться равнодушным к исходу его, потребовал от Людовика исполнения заключённого между ними договора — направиться через Италию. Людовик долго колебался, но уступил союзу с германским королём. Рожер II понял, что если он теперь не примет участия в походе, то положение его станет изолированным. Он снарядил корабли, вооружился, но не для того, чтобы оказать помощь общему движению. Он начал действовать сообразно норманнской политике относительно Востока: сицилийский флот стал грабить острова и приморские земли, принадлежащие Византии, берега Иллирии, Далмации и южной Греции. Опустошая византийские владения, сицилийский король завладел островом Корфу и в то же время, чтобы с успехом продолжать свои морские операции против Византии и чтобы обезопасить себя со стороны африканских мусульман, заключил с последними союз.
По ходу движения в Святую землю крестоносцы грабили территории, которые лежали на их пути, нападали на местных жителей. Византийский император Мануил I Комнин боялся, что Конраду III не удастся обуздать буйную и непокорную толпу, что эта толпа, жадная к наживе, может начать в виду Константинополя грабежи и насилия и вызовет серьёзные смуты в столице. Поэтому Мануил старался отстранить крестоносное ополчение от Константинополя и советовал Конраду переправиться на азиатский берег Галлиполи. Но крестоносцы силой пробились к Константинополю, сопровождая свой путь грабежами и насилиями. В сентябре 1147 года опасность для Византии со стороны крестоносцев была серьёзна: у стен Константинополя стояли раздражённые немцы, предававшие всё грабежу; через две-три недели нужно было ожидать прибытия французских крестоносцев; соединённые силы тех и других могли угрожать Константинополю серьёзными неприятностями. В то же время до византийского царя доходили известия о взятии Корфу, о нападениях норманнского короля на приморские византийские владения, о союзе Рожера II с египетскими мусульманами.

## Проход через Византийскую империю

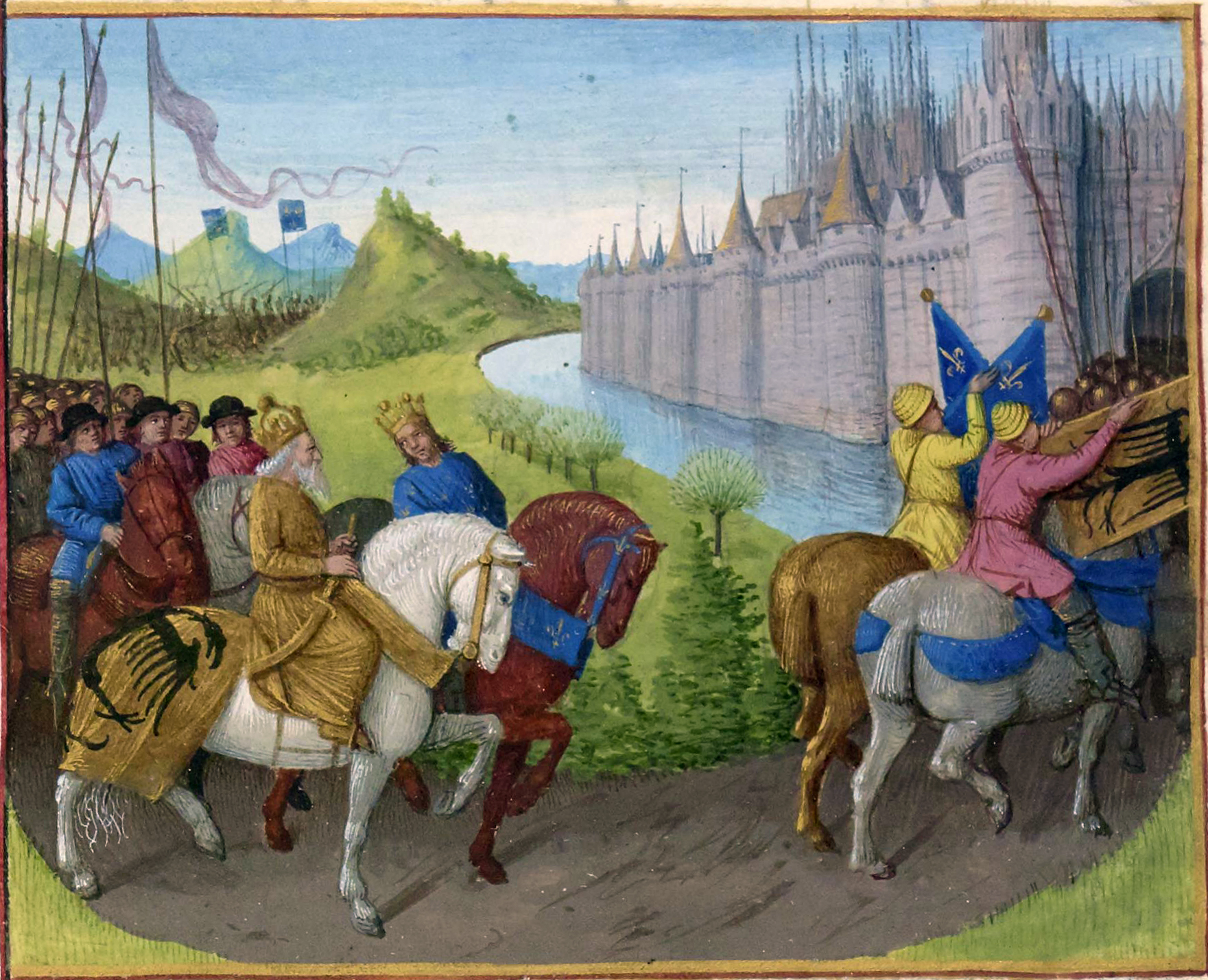
Въезд крестоносцев в Константинополь. Миниатюра Жана Фуке из «Больших французских хроник». XV в.

Под влиянием грозившей со всех сторон опасности Мануил сделал шаг, который в самом корне подрывал поставленные Вторым крестовым походом задачи и цели, — он заключил союз с турками-сельджуками; правда, это не был союз наступательный, он имел целью обезопасить империю и пригрозить латинянам на случай, если бы последние вздумали угрожать Константинополю. Но тем не менее этот союз имел весьма важное значение в том отношении, что он давал понять сельджукам, что им придётся считаться только с одним западным ополчением. Заключая этот союз с Иконийским султаном, Мануил давал понять, что он не смотрит на сельджуков как на врагов. Оберегая свои личные интересы, он умывал руки, предоставляя крестоносцам действовать на собственный риск собственными силами и средствами. Таким образом против крестового ополчения составилось два христианско-мусульманских союза: один — прямо враждебный крестоносному ополчению — это союз Рожера II с египетским султаном; другой — союз византийского царя с иконийским султаном — был не в интересах крестового похода. Всё это было причиной тех неудач, которыми закончился Второй крестовый поход.
Мануил поспешил удовлетворить Конрада и перевёз немцев на противоположный берег Босфора. Крестоносцы дали себе первый отдых в Никее, где произошли уже серьёзные недоразумения. Пятнадцатитысячный отряд отделился от немецкого ополчения и на собственный страх направился приморским путём к Палестине. Конрад с остальным войском избрал тот путь, которого держалось первое крестоносное ополчение, — через Дорилей, Иконий и Гераклею.

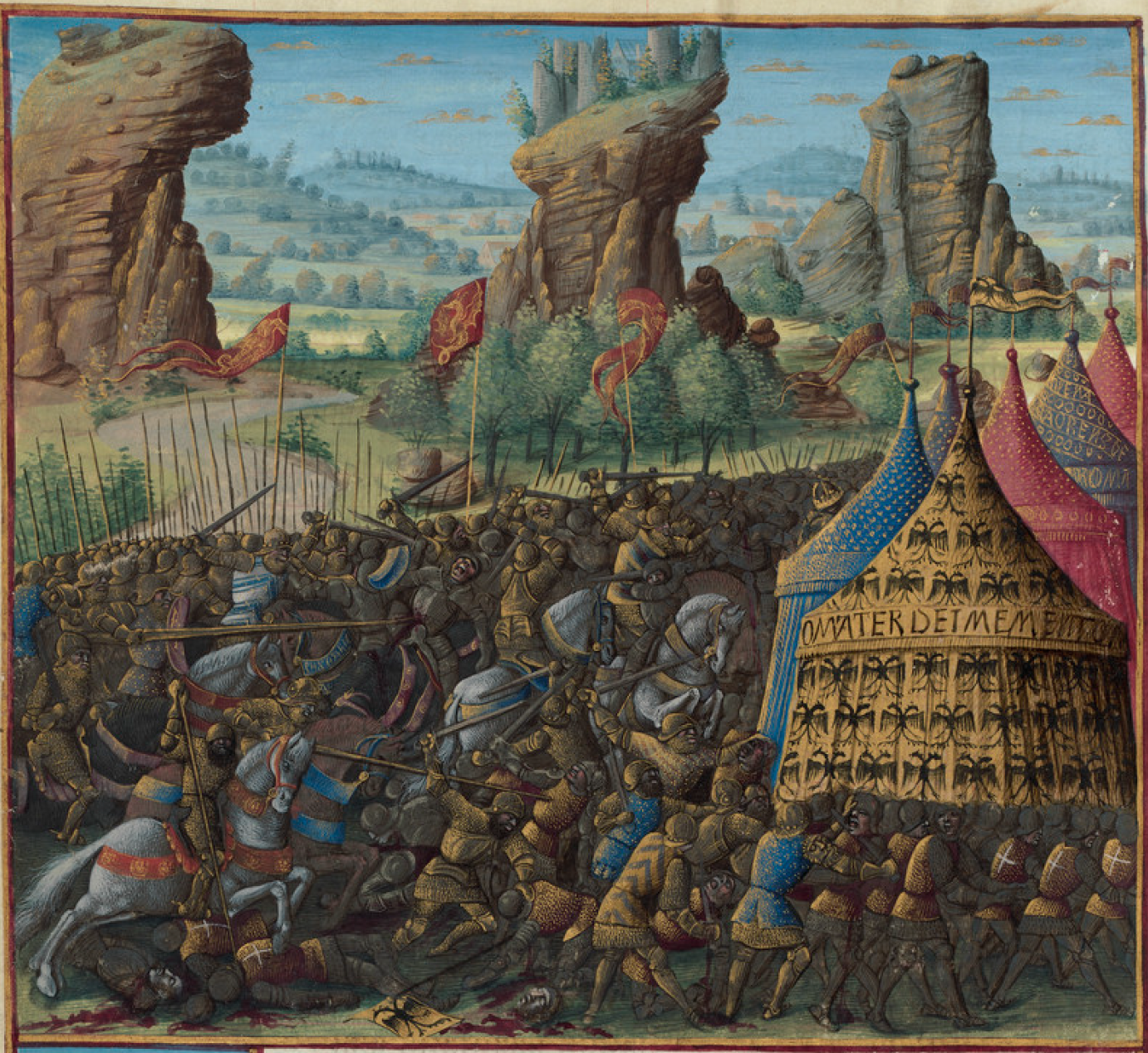
Битва при Дорилее. Миниатюра Жана Коломба из книги Себастьена Мамро «Походы французов в Утремер» (1474)

В первой битве (26 октября 1147 года), происшедшей в Каппадокии, близ Дорилея, немецкое войско, застигнутое врасплох, было разбито наголову, большая часть ополчения погибла или была взята в плен, весьма немногие вернулись с королём в Никею, где Конрад стал поджидать французов.
Почти в то самое время, когда Конрад потерпел страшное поражение, Людовик VII приближался к Константинополю. Происходили обычные столкновения между французским войском и византийским правительством. Зная симпатии между Людовиком VII и Рожером II, Мануил не считал безопасным продолжительное пребывание в Константинополе французов. Чтобы поскорее отделаться от них и понудить рыцарей к ленной присяге, царь Мануил употребил хитрость. Между французами был пущен слух, что немцы, переправившиеся в Азию, быстро подвигаются вперёд, шаг за шагом одерживают блистательные победы; так что французам нечего будет делать в Азии. Соревнование французов было возбуждено; они требовали переправить их поскорее через Босфор. Здесь уже, на Азиатском берегу, французы узнали о несчастной участи немецкого войска; в Никее свиделись оба короля, — Людовик и Конрад, и решились продолжать путь вместе, в верном союзе.
Так как путь от Никеи до Дорилея был покрыт трупами и облит христианской кровью, оба короля желали избавить войско от тяжёлого зрелища и потому отправились обходным путём, на Адрамитий, Пергам и Смирну. Путь этот был чрезвычайно трудный, замедлявший движение войска; выбирая этот путь, короли надеялись встретить здесь менее опасностей со стороны мусульман. Надежды их однако не оправдались: турецкие наездники держали в постоянном напряжении крестоносную армию, замедляли путь, грабили, отбивали людей и обозы. Кроме того, недостаток съестных припасов и фуража заставил Людовика бросить массу вьючных животных и багажа. Французский король, не предвидя всех этих затруднений, взял с собой многочисленную свиту; поезд его, в котором участвовала и его супруга Алиенора, был в высшей степени блистательный, пышный, не соответствовавший важности предприятия, соединённого с такими затруднениями и опасностями. Крестоносное ополчение двигалось очень медленно, теряя на своём пути массу людей, вьючного скота и багажа.

## Провал похода

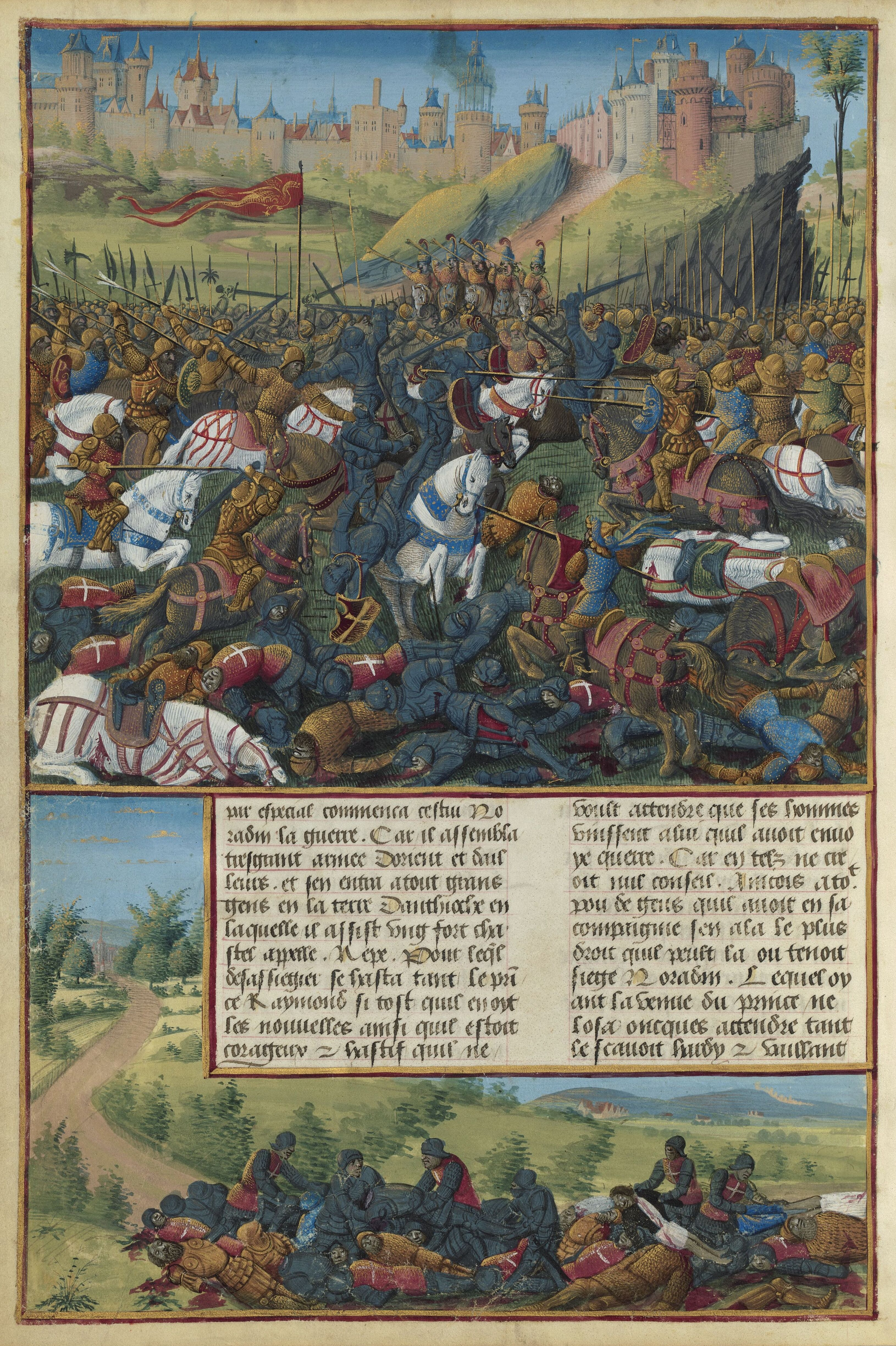
Битва при Инабе. Миниатюра Жана Коломба из книги Себастьена Мамро «Походы французов в Утремер» (1474)

В начале 1148 года оба короля прибыли в Эфес с жалкими остатками войска, тогда как при переправе ополчения через Босфор византийцы, очевидно преувеличенно, насчитывали его до 90 тысяч. В Эфесе короли получили от византийского императора письмо, в котором последний приглашал их в Константинополь отдохнуть. Конрад отправился морским путём в Константинополь, а Людовик, с большим трудом добравшись до приморского города Анталии, выпросил у византийского правительства кораблей и с остатками войска в марте 1148 года прибыл в Антиохию. В итоге громадные армии королей растаяли под ударами мусульман; а короли, — французский и немецкий, соединившиеся для одной цели, скоро разошлись и стали преследовать противоположные задачи.
Раймунд Антиохийский принял французов очень радушно: последовал ряд празднеств и торжеств, в которых французская королева Алиенора Аквитанская играла первенствующую роль. Не замедлила проявиться интрига, которая не осталась без влияния на общий ход дел: Алиенора вступила в связь с Раймундом. Само собою разумеется, Людовик чувствовал себя оскорблённым, униженным, он потерял энергию, воодушевление и охоту вести начатое дело.
Но были обстоятельства, которые ещё хуже отозвались на деле Второго крестового похода. Пребывание Конрада III в Константинополе в зиму 1147/48 годов сопровождалось охлаждением между ним и византийским императором. Весной 1148 года Конрад отправился из Константинополя в Малую Азию, но только не в Антиохию для соединения с французским королём, а прямо в Иерусалим. Как для Раймунда, так и для Людовика было в высшей степени неприятно известие, что Конрад оставил задачи крестового похода и предался интересам Иерусалимского королевства.
Балдуин III, король Иерусалима, побудил Конрада стать во главе войска, которого Иерусалимское королевство могло выставить до 50 тысяч, и предпринять поход против Дамаска. Это предприятие следует считать в высшей степени неверным и ошибочным, да оно и не входило в виды второго крестового похода. Впрочем, Людовик VII также приехал в к иерусалимскому королю Балдуину III, они вместе с Конрадом провели совет в Акре, где решили идти на Дамаск.
Движение против Дамаска в интересах Иерусалимского королевства окончилось весьма печальными результатами. В Дамаске, правда, находилась довольно грозная сила, но весь центр тяжести мусульманского Востока, вся сила и опасность для христиан сосредоточивалась в это время не в Дамаске, а в Мосуле. Эмир мосульский Занги, а не кто другой завоевал Эдессу и угрожал остальным христианским владениям. После смерти Занги в Мосуле сидел сын его Нур ад-Дин Махмуд, который приобрёл весьма крупную, хотя и печальную известность в восточных христианских летописях, как самый непримиримый и грозный враг Антиохии и Триполи. Само собою разумеется, что если его не ослабили в 1148 году, он впоследствии мог сделаться грозной, роковой силой для всего восточного христианства.
Крестоносцы этого не поняли. Их войско во главе с королями Людовиком, Конрадом и Балдуином выступило в июне 1148 года против Дамаска. Это вызвало антихристианскую коалицию: эмир Дамаска заключил союз с Нурад-Дином. Политика христиан на Востоке в данное время, когда у них не было значительных военных сил, должна была быть очень осторожной: входя в борьбу с каким бы то ни было мусульманским центром, христиане должны были бить наверняка, чтобы не поднимать против себя коалиций со стороны мусульман.
Между тем крестоносцы шли с закрытыми глазами и не озаботились ознакомиться с местными условиями. Дамаск оказался укреплённым сильными стенами и защищённым значительным гарнизоном, осада Дамаска требовала продолжительного времени и значительных усилий. Христианское войско направило свои силы против той части города, которая казалась более слабой. Между тем в лагере распространились слухи, что с севера на выручку Дамаска идёт Нур ад-Дин.
Отрезав Дамаск от местного оазиса, крестоносцы вызвали там голод. У них были возможности захватить его. Однако в их лагере появились противоречия. Возникли споры о том, чей флаг будет висеть над взятым Дамаском. Кроме того, в лагере христиан составилась измена, которая, впрочем, ещё недостаточно выяснена, хотя о ней упоминается у многих летописцев. Будто бы Иерусалимский король, патриарх и рыцари, подкупленные золотом мусульман, распространили слухи, что Дамаск непобедим с той стороны, с которой подошли к нему крестоносцы. Вследствие этого осаждающие перешли на другую сторону города, которая была действительно неприступна. Другие исследователи видят причину переноса осадного лагеря в том, что в пригородных садах, где был изначально расположен лагерь крестоносцев было невозможно развернуть кавалерию, к тому же крестоносцы тут подвергались частым нападениям сарацин, устраивавших вылазки. Поэтому монархи отдали приказ перебазироваться в пустынную местность к востоку от города. Проведя довольно продолжительное время в бесполезной осаде, угрожаемые с севера Нур ад-Дином, христиане должны были отступить от Дамаска, не достигнув ничего.

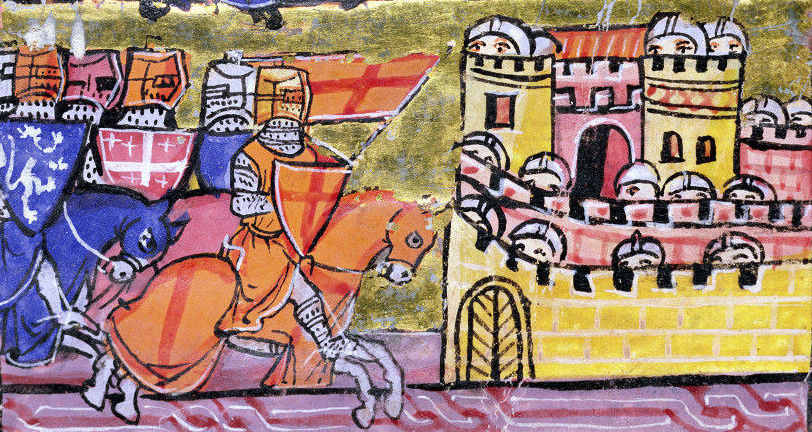
Осада Дамаска. Миниатюра рукописи XIII в

Эта неудача тяжело отозвалась на рыцарском короле Конраде и на всём войске. Не было охотников продолжать дело Второго крестового похода, то есть идти дальше на север и в союзе с Антиохией вести войну против главного врага — эмира мосульского. Энергия и рыцарский энтузиазм Конрада ослабли, и он решил вернуться на родину. Осенью 1148 года на византийских кораблях он прибыл в Константинополь, а оттуда в начале 1149 года возвратился в Германию, не сделав, в сущности, ничего для дела христиан на Востоке, а, напротив, обесславив себя и немецкую нацию.

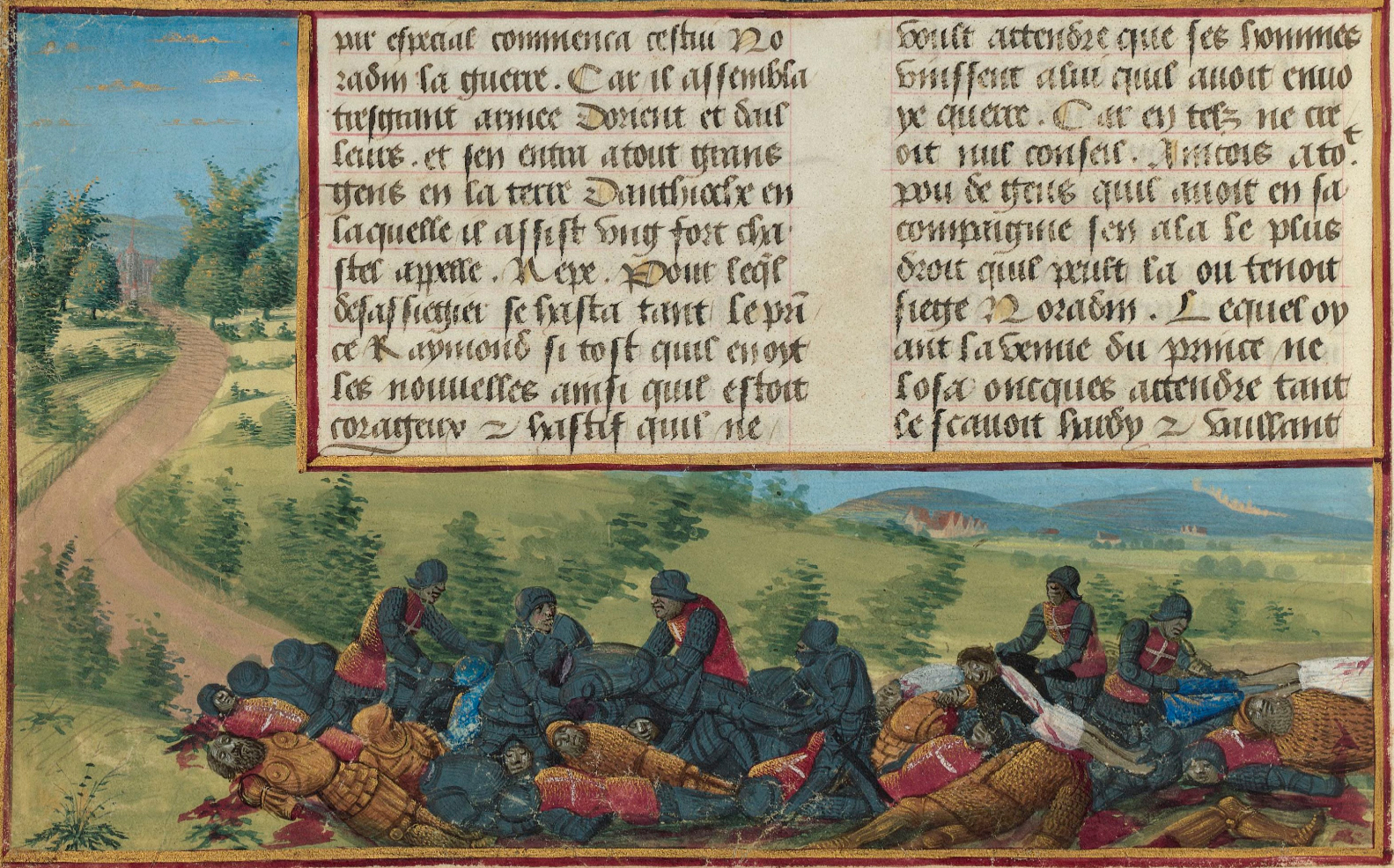
Обнаружение тела Раймунда после битвы. Миниатюра Жана Коломба из книги Себастьена Мамро «Походы французов в Утремер» (1474)

Людовик VII, как человек молодой, с большим рыцарским энтузиазмом, не решился, подобно Конраду, бросить так скоро начатого им дела. Но в то же время, при затруднительности положения, он не решился на энергичные меры. В его свите нашлись лица, которые не считали выполненной задачу крестового похода и, считая возвращение назад делом унизительным для рыцарской чести, советовали ему оставаться ждать подкрепления, то есть прибытия новых сил с Запада для выручки Эдессы. Но были и такие, которые, указывая на пример Конрада, уговаривали короля возвратиться на родину; Людовик VII поддался влиянию последних и решился возвратиться. В начале 1149 года он на норманнских кораблях переправился в южную Италию, где имел встречу с норманнским королём и осенью 1149 года прибыл во Францию.
В битве при Инабе (или при Ард аль-Хатиме) 29 июня 1149 года Нур ад-Дин Занги уничтожил союзную армию антиохийцев и ассасинов под командованием Раймунда де Пуатье и Али ибн-Вафы, разграбил Антиохию и занял восточные земли христианского княжества.

## Итоги Второго крестового похода

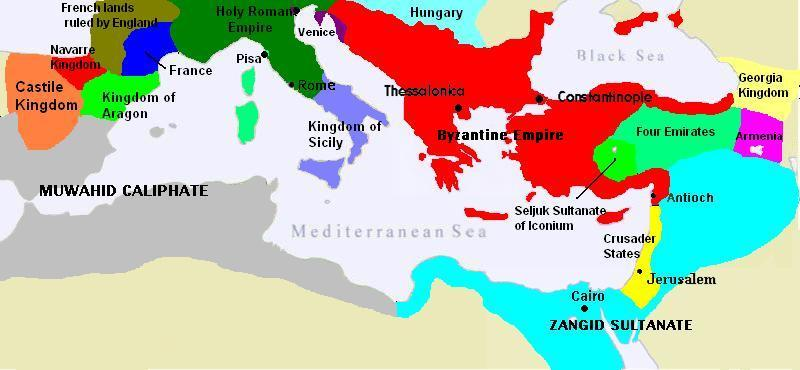
Средиземноморье после Второго крестового похода

Таким образом Второй крестовый поход, который казался таким блистательным, так много обещавшим вначале, сопровождался вполне ничтожными результатами. Мусульмане не только не были ослаблены, а, напротив, нанося христианам одно поражение за другим, уничтожая целые крестоносные армии, получили большую уверенность в собственных силах, энергия их увеличилась, у них зародились надежды на уничтожение христианства в Малой Азии. На Востоке происходили резкие столкновения между немцами и французами. Немецкое войско в глазах других наций было принижено своими роковыми неудачами. Уже после поражения Конрада III немцы служили предметом насмешек для французов; следовательно, Второй поход показал, что совместные действия французов и немцев на будущее время невозможны. Этот поход обнаружил также рознь между палестинскими и европейскими христианами. Для восточных христиан пятидесятилетнее пребывание в среде мусульманского влияния не прошло бесследно в культурном отношении. Таким образом, между поселившимися в Азии европейцами и прибывавшими сюда из Европы новыми крестоносцами обнаружилась принципиальная рознь; они стали не понимать друг друга. Меркантильный характер, подкуп, распущенность, разврат сделались отличительной чертой нравов палестинских христиан.
Неудача Второго крестового похода сильно отразилась на французской нации, в памяти которой долго сохранялся отзвук этой неудачи. Она должна была лечь тёмным пятном на честь церкви, в особенности она подорвала авторитет св. Бернарда, а также и Папы: Бернард поднял массы народа, он называл крестовый поход делом, угодным Богу, предсказывал хороший исход. После позорных неудач поднялся сильный ропот против Бернарда: Бернард не пророк, говорили, а лжепророк; а Папа, давший своё благословение, не представитель церкви, а антихрист. Папа провал похода ставил в вину Бернарду, а Бернард — папе.
В высшей степени интересна тенденция, возникающая к этому времени среди романских народов: стали взвешивать, особенно французы, обстоятельства Первого и Второго походов, стали доискиваться, какие были недостатки их организации и причины неуспеха. Вывод был простой: нельзя достигнуть цели походов потому, что на дороге стояло схизматическое византийское царство, сначала нужно уничтожить это препятствие. Эта тенденция, возникающая в середине XII века, приобретала затем всё более и более сторонников на Западе. Благодаря постепенному распространению этой идеи в массы народа, Четвёртый крестовый поход, в котором участвовали венецианцы, норманны и частью французы, направился не прямо на Восток, а на Константинополь и достиг блистательного результата: он окончился взятием Константинополя и превращением Византии в латинскую империю.
Результатом Второго похода был огорчён в особенности молодой Людовик VII. Возвратившись на родину, Людовик пришёл к сознанию необходимости поправить свою ошибку, смыть пятно со своего имени. Составлен был собор, на котором снова подвергся обсуждению вопрос о новом походе и, что очень удивительно, нашлась опять масса людей, которые, объятые религиозным энтузиазмом, вновь готовы были идти в Святую землю. Случилось нечто ещё более удивительное: на собор явился и святой Бернард и стал говорить, что предстоящий поход будет уже удачен. На соборе стали раздаваться голоса, что недавний поход был неудачен потому, что не поставили во главе его св. Бернарда. Явилось предложение поручить ему ведение нового похода.
Папа принял весть об этом без сочувствия. Он назвал самого Бернарда безумцем, а в официальном документе характеризовал подобное отношение к делу как глупость. После этого и Людовик несколько охладел к задуманному походу. Если во время Первого крестового похода в некоторых князьях ещё было видно религиозное воодушевление, то теперь оно совершенно падает.
К событиям Второго крестового похода относят также участие европейских крестоносцев в Реконкисте. Часть норманнских, французских и английских рыцарей была занесена бурею в Испанию. Здесь они предложили Альфонсу, португальскому королю, свои услуги против мусульман и в 1147 году захватили Лиссабон. Многие из этих крестоносцев навсегда остались в Испании, и только очень незначительная часть направилась в Святую землю, где принимала участие в неудачном походе против Дамаска.

## Крестовый поход против славян
Ко Второму крестовому походу традиционно относят и крестовый поход немецких, датских и польских феодалов против балтийских славян 1147 года, в результате которого войска герцога Саксонского Генриха Льва, маркграфа Бранденбургского Альбрехта Медведя, маркграфа Конрада I Мейсенского, немецких архиепископов, моравских князей и пр. вторглись в земли ободритов, лютичей, поморян и пр.
Когда началось движение в Святую землю во второй раз, некоторые северогерманские князья, как Генрих Лев, Альбрехт Медведь и другие, сообразили, что не имеют надобности искать борьбы с неверными на отдалённом Востоке, что рядом с ними есть масса вендов, языческих народов славянского происхождения, которые до сих пор не принимали к себе христианских проповедников. Северогерманские князья обратились в Рим, и Папа разрешил им направить своё оружие против славян. Задача саксонского племени, начиная с Карла Великого, заключалась в культурной и религиозной экспансии на славянские племена, между Эльбой и Одером. Трудно сказать, чтобы эта борьба велась исключительно в интересах религиозных. Она имела в виду также и цели чисто экономического характера: саксонские князья стремились приобрести новые земли для колонизации и тем способствовать распространению немецкого элемента на Востоке. Раз земля завоёвана, является правитель области — маркграф, миссионеры и колонисты.
Альбрехт Медведь был маркграфом Бранденбурга, возникшего на славянских землях. Для похода на славян составилась армия, доходившая до 100 тысяч человек. Представителем вендских славян был в то время князь бодричей Никлот, который мог оказать немцам лишь слабое сопротивление. Результатом похода, одобренного церковью, сопровождавшегося страшными жестокостями, убийствами и грабежом, было то, что немцы приобрели ещё более прочное положение в славянских землях.
По мнению средневековых хронистов и некоторых исследователей, несмотря на военные победы, крестовый поход против славян не имел масштабных результатов, не столько из-за вооружённого сопротивления со стороны князя ободритов Никлота, сколько из-за разногласий между его многочисленными предводителями.